# Онкёкэй
Онкёкэй (яп. 音響系 Онкёкэй, отражение звука) или Онкё — музыкальное направление, возникшее в Японии в конце 1990-х годов. Слово «онкё» можно перевести как «звук, шум эхо». С музыкальной точки зрения, онкиокэй является формой свободной импровизации с элементами нойза и электронными звуками и характеризуется музыкальным минимализмом и невысокой громкостью. Онкио «исследует мелкие текстурные детали акустического и электронного звучания».

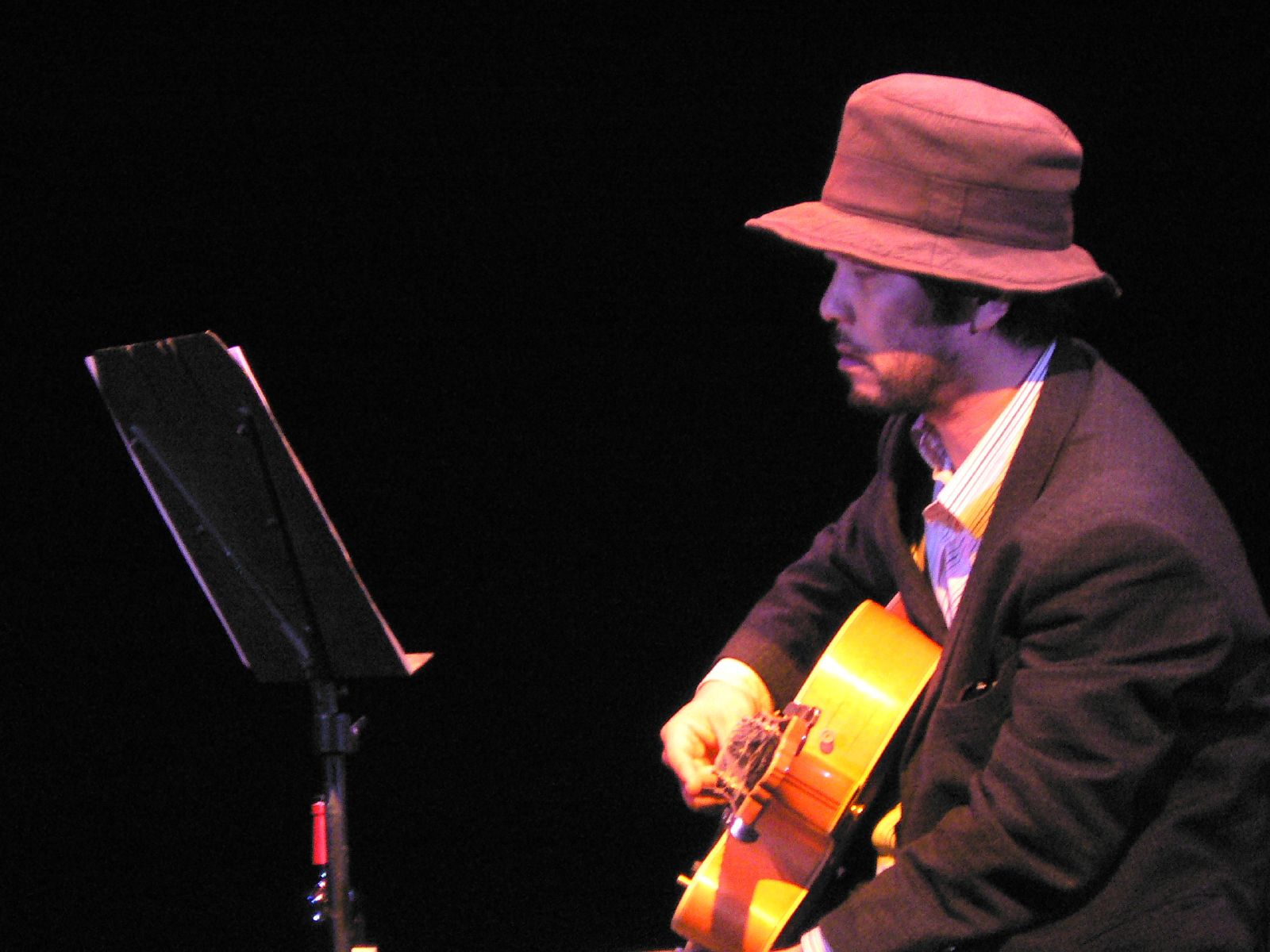
Таку Сугимото

Местом появления направления считается Off Site, старое здание недалеко от станции Ёёги в Токио, в котором проходили регулярные встречи музыкантов-экспериментаторов, занимающихся свободной импровизацией. Они экспериментировали с акустическими и электронными инструментами (обратной связью в синтезаторах, контактными микрофонами и т. д.) и изучали физические свойства звука, а не музыку как форму самовыражения.

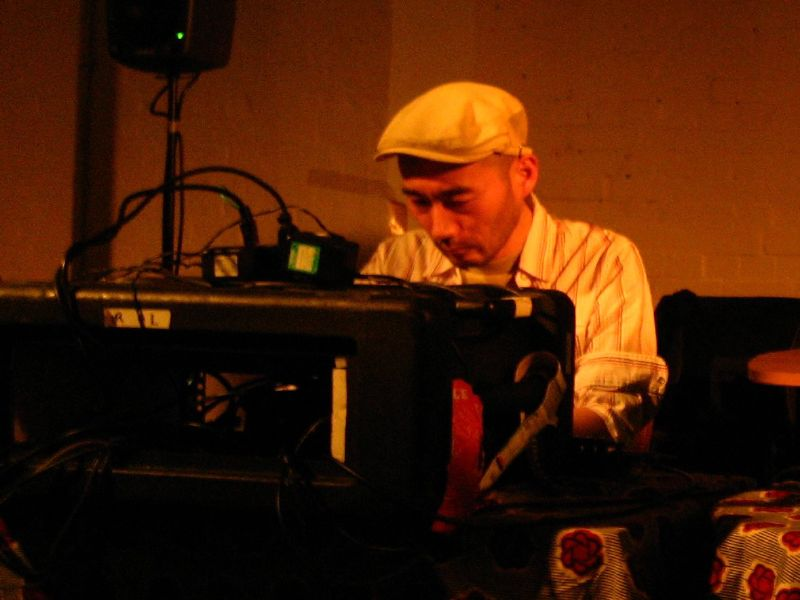
Тосимару Накамура

Распространиение онкё за пределами Японии также повлияло на его представление как формы «японской новой музыки», несмотря на заявления его создателей о том, что это направление имеет мало общего с японской культурной самобытностью.
Представители направления:
- Тосимару Накамура
- Сатико Мацубара (Сатико М)
- Таку Сугимото
- Тэтудзи Акияма